# Блеск (телесериал)
«Блеск» (англ. GLOW) — американский комедийно-драматический телесериал, созданный Лиз Флахайв и Карли Менш. Сериал вращается вокруг интерпретации персонажей женского рестлинг-промоушна 1980-х годов Gorgeous Ladies of Wrestling (GLOW), основанного Дэвидом Маклейном.
Премьера сериала состоялась на Netflix 23 июня 2017 года. 10 августа 2017 года Netflix продлил сериал на второй сезон из десяти эпизодов. 20 августа 2018 года сериал был продлён на третий сезон. Премьера третьего сезона состоялась на Netflix 9 августа 2019 года. 20 сентября 2019 года Netflix заявил о том, что сериал закончится на четвёртом сезоне. 5 октября 2020 года Netflix объявил об отмене съёмок и закрытии сериала в связи с пандемией коронавируса.

## Сюжет
Лос-Анджелес, 1985 год. Безработная актриса Рут Уайлдер наряду с десятками женщин получает приглашение на прослушивание в телевизионное шоу о женском реслинге. У неё сразу же возникает конфликт с режиссёром шоу Сэмом Сильвия из-за её привычки переигрывать на ринге. Проблем становится больше, когда её лучшая подруга и бывшая звезда мыльной оперы Дебби Иган обнаруживает, что её муж изменил ей с Рут. Эта ссора мгновенно делает девушек звёздами шоу.
| Сезон | Серии | Серии | Даты показа    | Даты показа    |
| ----- | ----- | ----- | -------------- | -------------- |
| 1     | 10    | 10    | 23 июня 2017   | 23 июня 2017   |
| 2     | 10    | 10    | 29 июня 2018   | 29 июня 2018   |
| 3     | 10    | 10    | 9 августа 2019 | 9 августа 2019 |

## В ролях

### Основной состав
- Элисон Бри — Рут «Зоя-разрушительница» Уайлдер[11]
- Бетти Гилпин — Дебби «Свободная Красотка» Иган[12]
- Сидель Грейнджер — Черри «Цепь» Бэнг[13]
- Бритни Янг — Кармен «Мачу Пикчу» Уэйд[13]
- Марк Марон — Сэм Сильвия[14]

### Второстепенный состав
- Джеки Тон — Мелани «Мелроуз» Розен[15]
- Кейт Нэш — Ронда «Британника» Ричардсон[15]
- Бритт Барон — Джастина «Дрянь» Бьяджи[15]
- Крис Лоуэлл — Себастьян (Баш) Ховард[16]
- Башир Салахуддин — Кит Бэнг
- Рич Соммер — Марк Иган
- Кимми Гейтвуд — Стейси «Этель Розенблатт» Бесвик[15]
- Ребекка Джонсон — Дон «Эдна Розенблатт» Ривекка[15]
- Сунита Мани — Арти «Бомбардировщица» Премкумар[15]
- Киа Стивенс — Тэмми «Благостная Королева» Доусон[15]
- Гэйл Ранкин — Шейла «Волчица»[17]
- Эллен Вонг — Дженни «Печенье Счастья» Чей[18]
- Марианна Палка — Реджи «Вики-викинг» Уолш
- Алекс Рич — Флориан[19]
- Эми Фаррингтон — Мэллори
- Тоби Хасс — Дж. Дж. «Текс» Маккриди

Кроме этого в сериале появились несколько звёзд реслинга. Среди них Джон Хенниган в роли Солти «Мешка» Джонсона (тренер в первом эпизоде); Бродус Клэй и Карлито исполнили роли братьев-рестлеров Кармен; Джоуи Райан исполнил роль рестлера Мистера Монополии, а жена Райана, которая также является рестлером, появилась в роли его сопровождающей Кристал; Алекс Райли появился в роли рестлера по прозвищу «Стальной Конь»; Брук Хоган исполнила роль менеджера ночного клуба Эмбер Фредриксон; рестлеры Кристофер Дэниэлс и Фрэнки Казариан исполнили роли неназванных рестлеров. Халк Хоган, Рик Флэр и Великолепный Джордж появляются на архивных кадрах в первом и четвёртом эпизодах.

## Отзывы критиков
Сериал «Блеск» был высоко оценен критиками ещё до премьеры. На сайте-агрегаторе Rotten Tomatoes сериал держит 94 % «свежести». По мнению критиков сайта, «Благодаря точной детализации периода 1980-х годов, потрясающему сценарию и великолепному актёрскому составу, „Блеск“ сияет яркими красками». На Metacritic рейтинг сериала составляет 81 балл из ста, что основано на 37 отзывах критиков.